# Parco nazionale di Ujung Kulon
Il parco nazionale di Ujung Kulon, situato sulla punta sud-occidentale dell'isola di Giava, è il più antico parco nazionale dell'Indonesia. La sua importanza ecologica è innegabile: oltre ad una grande varietà di specie animali, in particolare il rinoceronte di Giava, ospita la più grande foresta pluviale di pianura rimasta sull'isola e le acque circostanti danno rifugio ad una ricca fauna marina.

## Storia
La penisola di Ujung Kulon fu dichiarata riserva naturale nel 1921. Ad essa furono aggiunte, nel 1937, le isole di Peucang, Handeuleum e Panaitan e, nel 1958, il massiccio del Gunung Honje. Nel 1980 Ujung Kulon, insieme alla riserva naturale di Krakatau, fu trasformato in parco nazionale e nel 1992 è stato riconosciuto dall'UNESCO come patrimonio dell'umanità.

## Geografia
Il parco nazionale è situato nella parte sud-occidentale di Giava, nella reggenza di Pandeglang. Nella parte orientale del parco corre da nord a sud il massiccio del Gunung Honje, che si innalza fino a 620 m. Alla sua estremità meridionale si prolunga verso ovest una penisola, a nord della quale si trovano alcune isole, come Handeuleum, Peucang e Panaitan. La superficie terrestre del parco copre 76.214 ettari, la zona marina adiacente altri 44.337 ettari. La penisola di Ujung Kulon è prevalentemente pianeggiante, se si esclude il Gunung Payung, alto 480 m, a sud-ovest. Con il Gunung Raksa al centro, l'isola di Panaitan raggiunge un'altitudine di 360 m. Circa 60 km a nord della penisola di Ujung Kulon, nello stretto della Sonda tra Giava e Sumatra, si trovano le isole Krakatau, che coprono complessivamente una superficie di 2500 ettari.
A ovest dei Gunung Honje si estende una stretta striscia di terra con ampie spiagge sabbiose bagnate dallo stretto della Sonda. La costa nord-orientale della penisola è prevalentemente paludosa, mentre lungo quella settentrionale e occidentale si alternano strette spiagge sabbiose e scogliere. A sud-ovest le colline scendono ripide verso il mare, mentre la costa meridionale della penisola è dominata da ampie spiagge sabbiose.
Il clima è tropicale con temperature comprese tra 25 e 30 °C e un'umidità dell'80-90%. La stagione delle piogge va da ottobre ad aprile e, oltre alle forti piogge (400 mm a dicembre e gennaio), porta con sé anche violenti venti da ovest. Il periodo più secco dell'anno è quello che va da luglio a settembre.

## Flora e fauna

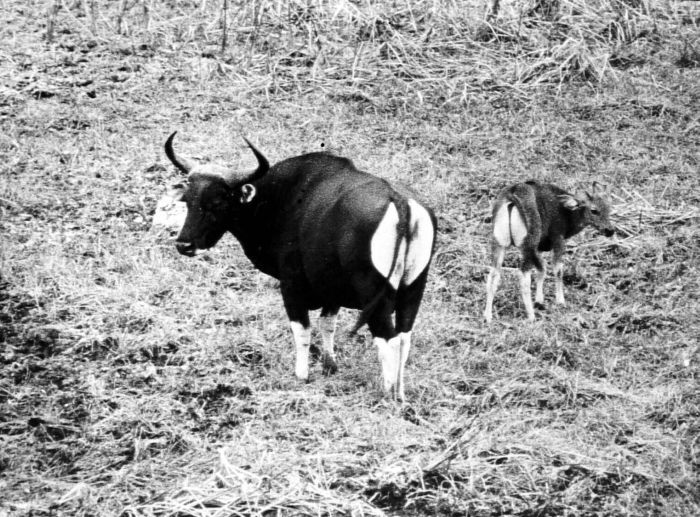
Banteng nel parco nazionale (1941).

La vegetazione è molto varia. Oltre alla foresta pluviale tropicale, il parco ospita formazioni di mangrovie, paludi d'acqua dolce e foreste costiere. La varietà di fiori e piante da frutto è ingente. Vivono qui oltre 310 specie di vertebrati, tra cui mammiferi, rettili e uccelli, e innumerevoli specie di insetti. Ujung Kulon ospita ancora tra i 50 e i 60 rinoceronti di Giava, gli ultimi rappresentanti della specie. Mentre i rinoceronti, fatta eccezione per le numerose tracce che lasciano, vengono avvistati solo raramente, i banteng, una specie di bovini selvatici, appaiono spesso nelle radure. Altre creature avvistate più di frequente sono i sambar dalla criniera, i muntjak, i cinghiali, i cinghiali dalle verruche, i traguli, i macachi e i presbiti. Occasionali varani, pitoni, tartarughe e coccodrilli possono essere osservati soprattutto in prossimità dei fiumi. Tra le specie di uccelli maggiormente degne di nota ricordiamo i buceri, i martin pescatori, le aquile di mare e due specie di gruccioni - il gruccione codablu e il gruccione golablu. Verso la sera fanno la loro comparsa volpi volanti e pipistrelli. Seppur presenti, leopardi, cuon e gibboni vengono segnalati molto di rado.
Lungo la costa si estendono alcuni coloratissimi tratti di scogliera e barriera corallina, che ospitano numerose specie marine.

## Turismo

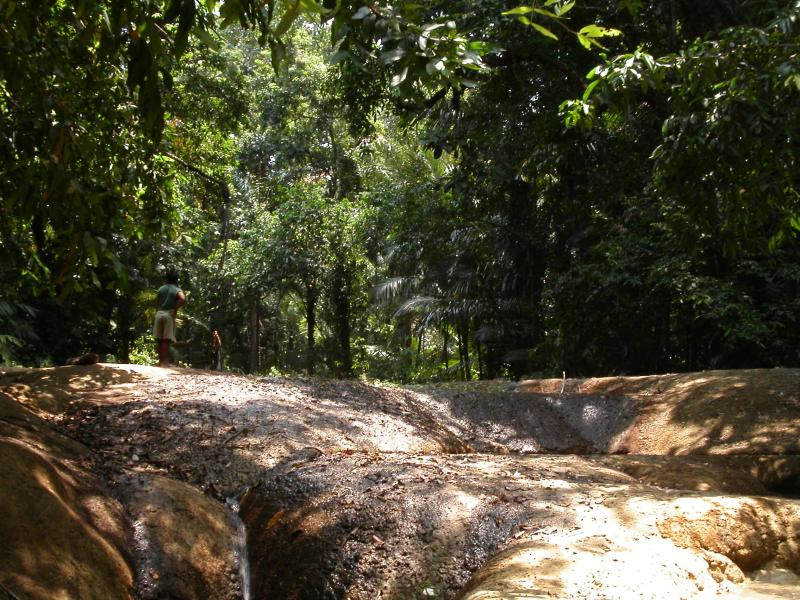
Le cateratte sul fiume Cigenter.

Il punto di partenza per le escursioni nel parco nazionale di Ujung Kulon è la città di Labuan sullo stretto della Sonda, che può essere raggiunta da Giacarta in 3-5 ore di taxi o autobus. A Labuan si trova il centro amministrativo del parco, dove i visitatori possono ottenere il permesso per la visita. Sull'isola di Peucang vi sono alcune strutture ricettive e un ristorante e su quella di Handeuleum vi sono alcune sistemazioni semplici; la disponibilità dell'alloggio deve essere verificata preventivamente con l'amministrazione del parco. Le escursioni nel parco nazionale partono generalmente da Labuan e dalla vicina località balneare di Carita. Da quest'ultima città è possibile raggiungere in motoscafo sia l'isola di Krakatau, in circa due ore, che Ujung Kulon, in circa quattro ore. Il parco può essere raggiunto anche via terra in autobus da Labuan a Tamanjaya (in circa 5 ore). Per spostarsi nel parco è obbligatoria la presenza di una guida. Dal momento che non esistono rifornimenti di generi alimentari, tranne che sull'isola di Peucang, tutto il cibo deve essere portato con sé. L'acqua è disponibile in alcuni punti del parco, ma deve essere filtrata e bollita.
Da Tamanjaya parte l'itinerario escursionistico della durata di tre giorni lungo la costa occidentale, che consente di raggiungere l'isola di Peucang. Il sentiero punta verso la costa meridionale e il rifugio situati nei pressi di Pantai Cibandawoh. Il terzo giorno si raggiunge la costa occidentale all'altezza di Cidaon, località situata di fronte a Peucang. Un sentiero alternativo più lungo si snoda nella cornice di un magnifico panorama costiero, partendo da Cibunar e passando da Sanghiang Sirah e dal faro di Tanjung Layar, la punta più occidentale dell'isola di Giava. Vi sono alcuni rifugi lungo la strada, ma è più vantaggioso portarsi una tenda con sé. Il periplo completo della penisola non è possibile a causa delle paludi che sorgono nella sua parte nord-orientale. Vi sono oltre 100 km di sentieri escursionistici, ma la maggior parte di essi è vicina alla costa per lasciare l'ambiente il più incontaminato possibile e solo raramente portano all'interno della penisola.
All'interno di una grotta a Sanghyang Sirah, nel sud-ovest del parco, vi è un memoriale musulmano, che a volte viene visitato da gruppi di pellegrini locali.
L'isola di Peucang è il secondo ingresso principale del parco, raggiungibile solo noleggiando un'imbarcazione. Qui si trovano alcune bellissime spiagge di sabbia bianca e diverse barriere coralline che si estendono lungo la sua riparata costa orientale dove praticare snorkeling.
Sull'isolotto di Handeuleum si può noleggiare un'imbarcazione o una canoa per affrontare la breve traversata fino a Cigenter, località situata sulla terraferma di fronte ad Handeuleum, per poi proseguire l'esplorazione dei sentieri di questa zona del parco.
La costa meridionale dell'isola di Panaitan offre onde ideali per praticare il surf. Fece discutare, nel 2005, la creazione di una struttura per surfisti, che è stata in seguito dismessa (2009). Sulla sommità del Gunung Raksa, al centro dell'isola, vi è una statua della divinità indù Ganesh.